# Grim Stene
Grim Kristian Stene (Noruega, 1967) es un músico noruego, uno de los fundadores de la banda de thrash metal Equinox en 1987 y ejerciendo además como productor en su EP de 1992, NUH!.

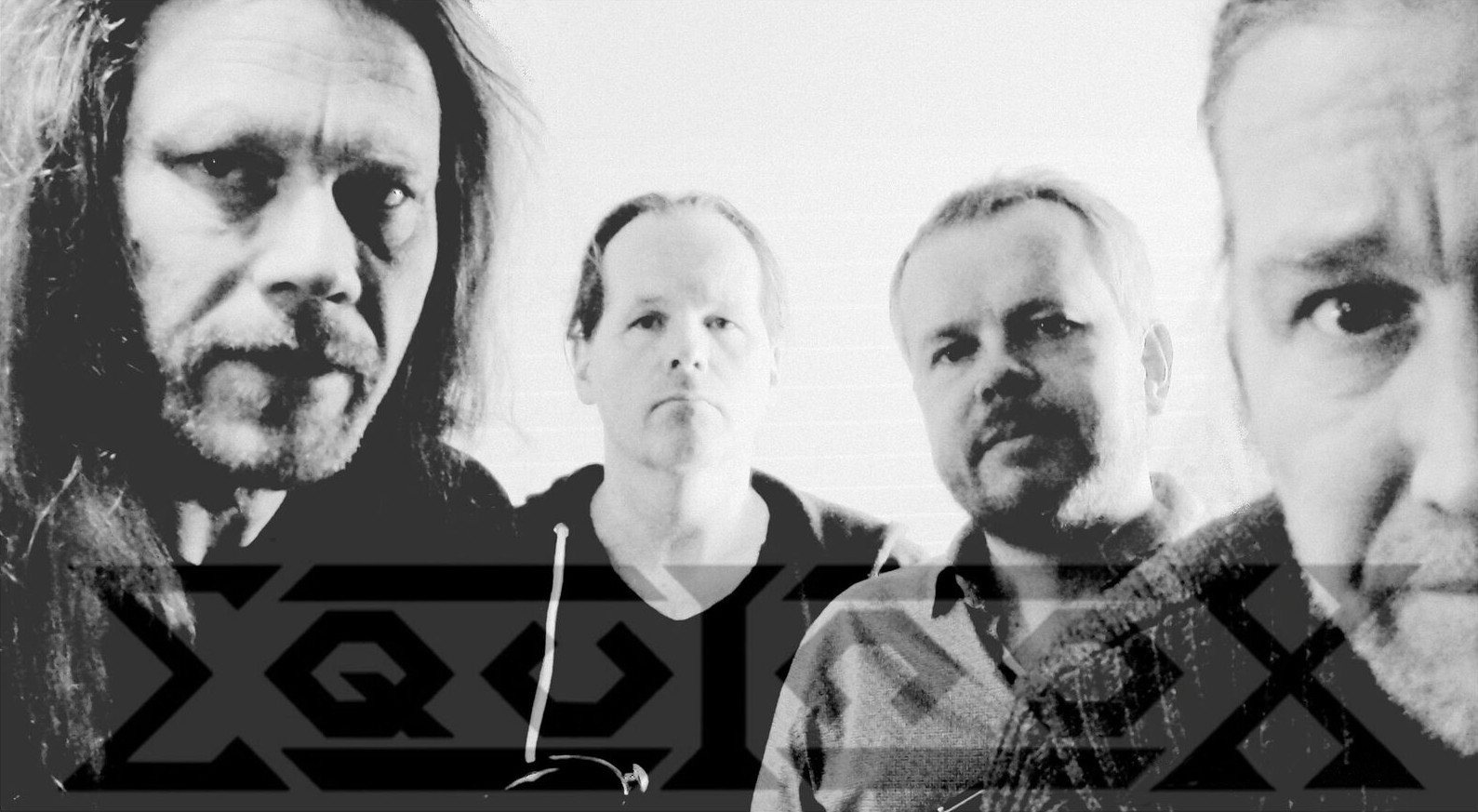
Imagen de su banda Equinox, con Grim a la izquierda.

## Discografía

### Con Equinox

#### Álbumes de estudio
- 1989: Auf Wiedersehen
- 1990: The Way to Go
- 1992: Xerox Success
- 1995: Labyrinth

#### Demos y EPs
- 1988: Demo 1988
- 1988: What the Fuck Is This? (Demo)
- 1990: Skrell (EP)
- 1992: NUH! (EP)

#### Productor
- 1992: NUH! (EP)